# Zotale alternata
Zotale alternata is een keversoort uit de familie boktorren (Cerambycidae). De wetenschappelijke naam van de soort werd in 1895 gepubliceerd door Léon Marc Herminie Fairmaire. De soort werd in 1924 door Maurice Pic in het nieuwe geslacht Vitalisia Pic, 1924 geplaatst. Die geslachtsnaam is echter ongeldig want al in gebruik voor Vitalisia Bolívar, 1914, een geslacht van veldsprinkhanen.